# Pericyma cruegeri
Pericyma cruegeri är en fjärilsart som beskrevs av Butler 1886. Pericyma cruegeri ingår i släktet Pericyma och familjen nattflyn. Inga underarter finns listade i Catalogue of Life.